# لشکوویتسه
لشکوویتسه (به چکی: Leškovice) یک منطقهٔ مسکونی در جمهوری چک است که در ناحیه هاولیتشکوف برود واقع شده‌است. لشکوویتسه ۴٫۲۴ کیلومتر مربع مساحت و ۸۵ نفر جمعیت دارد و ۴۹۳ متر بالاتر از سطح دریا واقع شده‌است.